# Người dẫn chương trình truyền hình (chương trình truyền hình)
Người dẫn chương trình truyền hình, hay còn thường biết đến với tên gọi Én Vàng là cuộc thi tìm kiếm người dẫn chương trình do Đài Truyền hình Thành phố Hồ Chí Minh phối hợp với Công ty Cổ phần Truyền thông Khang (trước đây phối hợp với Công ty Cát Tiên Sa) sản xuất. Chương trình ra đời vào năm 2004 với tên gọi cuộc thi "Người dẫn chương trình truyền hình".

## Lịch sử và mục đích
Năm 2004, với nhu cầu tuyển chọn những gương mặt những người dẫn chương trình, Đài Truyền hình Thành phố Hồ Chí Minh đã tổ chức cuộc thi này. Năm 2016, Đài đã phối hợp với Công ty Truyền thông Khang tiến hành đổi mới, cải tạo và nâng cấp toàn diện cuộc thi Người dẫn chương trình truyền hình và đổi tên thành Én Vàng cho đến nay.

## Định dạng
Từ năm 2008, mỗi năm các thí sinh đều thi thành 5 đêm. Sau đêm 1 với 12 thí sinh, các đêm sau sẽ loại dần. 2 nhóm thi (nam và nữ) chia thành 2 buổi thi riêng biệt, chọn 6 thí sinh vào đêm tiếp theo, từ đó loại 2 chọn 4 vào chung kết xếp hạng. Nhưng hiện nay, với lối mòn như thế, cuộc thi bắt đầu gây nhàm chán trong khán giả.Từ khi thay máu vào năm 2016, cuộc thi đã được chú ý trở lại.
Năm 2021, do tình hình dịch Covid-19 căng thẳng, cuộc thi được diễn ra với hình thức online với 16 thí sinh. Chung kết xếp hạng được hoãn lại và diễn ra tại sân khấu trực tiếp
Năm 2019 và 2021 có thêm Vòng thi Lội ngược dòng cho các thí sinh đã bị loại giành vé vào Chung kết

## Giải thưởng
Năm 2005, cuộc thi có giải thưởng thí sinh ăn mặc đẹp, nhưng về sau đã bỏ, do không phù hợp với tính chất cuộc thi.
Từ năm 2007, giải thưởng đã có sự cố định, gồm: Én vàng, én bạc, én đồng (hạng ba) và giải báo chí. Càng về sau, giải thưởng càng tăng. Giải én vàng năm 2010 là 35 triệu đồng .
Cũng từ năm này, có thêm giải thưởng giọng nói truyền cảm, một giải thưởng được cho là khá phù hợp với yêu cầu của một người dẫn chương trình.

## Giải thưởng chung cuộc qua các năm
| Năm              | Én vàng               | Én bạc                                               | Hạng ba (Én đồng)                           | Giọng nói truyền cảm | Giải báo chí bình chọn |
| ---------------- | --------------------- | ---------------------------------------------------- | ------------------------------------------- | -------------------- | ---------------------- |
| 2004             | Kiều Hải Chuyên       | Trịnh Thị Tường Vân                                  | Nguyễn Thùy Dương                           | Không có             | Trịnh Thị Tường Vân    |
| 2005             | Nguyễn Thị Thúy Hường | Nguyễn Thị Thủy                                      | Nguyễn Thanh Điền                           | Nguyễn Thị Thủy      | Thái Thị Phương Anh    |
| 2006             | Nguyễn Hồng Phượng.   | Huỳnh Thị Xuân Hiếu                                  | Huỳnh Trấn Thành - Nguyễn Thị Thảo Nguyên   | Lý Thùy Dương        | Huỳnh Thị Xuân Hiếu    |
| 2007             | Lê Võ Như Quỳnh       | Trần Thị Ngọc Hương                                  | Đỗ Phương Thảo - Chế Đình Cường             | La Minh Tâm          | Trần Thị Ngọc Hương    |
| 2008             | Bùi Tuấn Anh          | Ngô Như Quỳnh                                        | Đường Thị Tuyết Vinh - Tô Huỳnh Phương Hiếu | Bùi Tuấn Anh         | Ngô Như Quỳnh          |
| 2009             | Hoàng Anh Duy         | Đặng Thị Hoài Trinh                                  | Nguyễn Tuấn Nam - Nguyễn Thanh Thủy         | Nguyễn Thanh Thủy    | Đặng Thị Hoài Trinh    |
| 2010             | Nguyễn Thị Huỳnh Giao | Huỳnh Trung Phong                                    | Đặng Thị Bích Nga - Hồ Phạm Thanh Giang     | Đặng Thị Bích Nga    | Đặng Thị Bích Nga      |
| 2011             | Trần Hạnh Phúc        | Nguyễn Lê Tố Loan                                    | Phùng Hồng Thanh - Mạc Lê Bình              | Mạc Lê Bình          | Dương Thu Thủy         |
| 2012             | Nguyễn Thị Khánh Ly   | Lâm Thị Trà Mi                                       | Trần Thị Hồng Nhung - Nguyễn Thành Trung    | Bùi Đại Dương        | Lâm Thị Trà Mi         |
| 2013             | Bùi Đức Bảo           | Phan Thị Tú Trinh                                    | Vũ Ngọc Hoàng Oanh - Nguyễn Quang Vinh      | Nguyễn Thụy Thùy Vân | Vũ Ngọc Hoàng Oanh     |
| 2014             | Phạm Mỹ Linh          | Nguyễn Thị Huỳnh Ngân                                | Lê Thị Hoài Hương - Phạm Vĩnh Phú           | Luyện Thị Thùy Linh  | Phạm Mỹ Linh           |
| 2015             | Lê Đình Minh Ngọc     | Lê Thiện Đào Duy                                     | Lê Thị Thùy An - Đinh Thị Hoài Thu          | Trần Vũ Hoàng        | Lê Thiện Đào Duy       |
| 2016 - toàn năng | Liêu Hà Trinh         | Nguyễn Ngọc Quang Bảo                                | Bùi Quốc Minh (Minh Xù)                     |                      |                        |
| 2016 - tiềm năng | Ngô Đình Phụng Yến    | Nguyễn Nữ Thùy Linh                                  | Nguyễn Hoàng Phúc                           |                      |                        |
| 2017             | Trần Thị Kiều Ngân    | Lê Phương Uyên                                       | Nguyễn Công Minh Trí                        |                      |                        |
| 2019             | Đoàn Võ Nhật Trường   | Lê Thanh Tâm Nguyễn Hải Triều                        |                                             |                      |                        |
| 2021             | Đoàn Thị Thu Hà       | Vũ Trần Nam Linh (Én Bạc 1) Trần Kim Liên (Én Bạc 2) |                                             |                      |                        |
| 2023             | Trần Lê Thảo Uyên     | Nguyễn Thị Thu Hà Hồ Nhật Quang                      |                                             |                      |                        |

     Thí sinh đoạt tất cả các giải phụ, năm 2005 có giải thưởng thí sinh ăn mặc đẹp, và người nhận giải thưởng đó là thí sinh Thái Thị Phương Anh

## Thí sinh đoạt giải Én vàng qua các năm
| Năm  | Tên                   | Nơi sinh sống         | Hiện tại |
| ---- | --------------------- | --------------------- | --- |
| 2004 | Kiều Hải Chuyên       |                       | |
| 2005 | Nguyễn Thị Thúy Hường |                       | Tiến sĩ, Luật sư, hiện là Phó Trưởng văn phòng Luật sư Nguyễn Văn Hậu & cộng sự (Đoàn Luật sư Thành phố Hồ Chí Minh), Trưởng Ban Tuyên truyền Hội Luật gia Thành phố Hồ Chí Minh. |
| 2006 | Nguyễn Hồng Phượng    |                       | Giải nhất Duyên dáng truyền hình 2008. |
| 2007 | Lê Võ Như Quỳnh       |                       | |
| 2008 | Bùi Tuấn Anh          | Hà Nội                | |
| 2009 | Hoàng Anh Duy         | Hà Nội                | Giảng viên Đại học Ngoại thương, MC của Đài Truyền hình Việt Nam |
| 2010 | Nguyễn Thị Huỳnh Giao | TP Hồ Chí Minh        | Tiến sỹ, Giảng viên chính, Phó Trưởng Ban truyền thông và quan hệ đối ngoại trường Đại học Ngoại Thương, Người đẹp xứ dừa 2010, MC chương trình Vầng trăng cổ nhạc, Chuông vàng vọng cổ, Tài chính kinh doanh của HTV, bản tin Tin nóng 24h của Truyền hình Tuổi Trẻ                                         |
| 2011 | Trần Hạnh Phúc        | Hà Nội                | MC, biên tập viên của VTV1/VTV4 |
| 2012 | Nguyễn Thị Khánh Ly   | Thành phố Hồ Chí Minh | |
| 2013 | Bùi Đức Bảo           | Hà Nội                | MC, biên tập viên của VTV3 |
| 2014 | Phạm Mỹ Linh          | Hà Nội                | MC Bước nhảy Hoàn vũ 2015-2016, Giọng hát Việt 2015 |
| 2015 | Lê Đình Minh Ngọc     | Thành phố Hồ Chí Minh | |
| 2016 | Liêu Hà Trinh         | Thành phố Hồ Chí Minh | |
| 2016 | Ngô Đình Phụng Yến    | Bình Dương            | |
| 2017 | Trần Thị Kiều Ngân    | Thành phố Hồ Chí Minh | Hoa hậu Toàn cầu năm 2015. Hiện tại đang đảm nhận vị trí MC trong các chương trình lớn. |
| 2019 | Đoàn Võ Nhật Trường   | Thành phố Hồ Chí Minh | Quán quân Cùng nhau tỏa sáng 2023. MC các chương trình: 60 giây, Chuyện trưa 12 giờ, Thay lời muốn nói, Chuông vàng vọng cổ, Miền ký ức, Đánh thức đam mê, Solo cùng Bolero,... |
| 2021 | Đoàn Thị Thu Hà       | Thành phố Hồ Chí Minh | Sau khi đoạt giải với nhiều tranh cãi thiếu minh bạch và không nhận được sự công nhận, Thu Hà không mấy thành công ở lĩnh vực MC, cô tiếp tục tìm kiếm cơ hội ở một vài cuộc thi khác như Hoa hậu Hòa bình Việt Nam 2022 (không lọt vào Top 50), Hãy là số 1 (Giải Ba), Miss Universe Vietnam 2024 (Top 16). |
| 2023 | Trần Lê Thảo Uyên     | Đà Nẵng               | |

## Các mùa thi

### 2004
Diễn ra từ ngày 6 tháng 3 năm 2004 đến ngày 26 tháng 3 năm 2004, với sự tham gia của hơn 800 thí sinh.

### 2005
Cuộc thi diễn ra từ ngày 20 tháng 6 năm 2005 đến ngày 23 tháng 7 năm 2005, với sự tham gia của 390 thí sinh, giảm hơn một nửa so với năm ngoái.

### 2006
Cuộc thi diễn ra từ ngày 19 tháng 7 năm 2006 đến ngày 26 tháng 8 năm 2006, với sự tham gia của 350 thí sinh.
12 thí sinh vào chung kết cuộc thi bao gồm: Nguyễn Thị Thảo Nguyên, Nguyễn Diệu Ngọc Tiên, Phạm Thị Việt Hà, Huỳnh Thị Xuân Hiếu, Huỳnh Trấn Thành, Trần Thị Thùy Trang, Đoàn Nguyên Khang, Trương Việt Phong, Lý Thùy Dương, Nguyễn Hồng Phượng (Én vàng), Đào Duy Bảo Lâm, Lâm Ánh Ngọc.
Vòng chung kết diễn ra trong bốn đêm 11, 15, 18, 21 tháng 8 và chung kết xếp hạng vào 24 tháng 8.

### 2007
Cuộc thi diễn ra từ ngày 20 tháng 7 năm 2007 đến ngày 27 tháng 8 năm 2007, với sự tham gia của 339 thí sinh. Vòng chung kết diễn ra trong năm đêm thi vào các ngày 16, 20, 23, 25 và 27 tháng 8 tại Nhà hát truyền hình Thành phố Hồ Chí Minh.

### 2008
Cuộc thi diễn ra từ ngày 18 tháng 8 năm 2008 đến ngày 15 tháng 9 năm 2008, với sự tham gia của 581 thí sinh.
12 thí sinh vào chung kết cuộc thi bao gồm: Mạc Từ Bá Niên, Trần Thị Ngọc Nhờ, Đặng Thị Hoài Trinh, Trần Thị Ngọc Thủy, Bùi Tuấn Anh, Tô Huỳnh Phương Hiếu, Liêu Hà Trinh, Đường Thị Tuyết Vinh, Nguyễn Thị Huỳnh Giao, Trịnh Nghiêm Minh, Ngô Như Quỳnh, Huỳnh Thị Ngọc Hân.
Đêm khai mạc cũng là đêm thi đầu tiên của 12 thí sinh. Vòng chung kết cuộc thi bao gồm 4 đêm thi nữa vào 10, 11, 13 và 15 tháng 9. Sau đêm thi đầu tiên, 12 thí sinh sẽđược chia làm 2 nhóm thi lần lượt vào 2 đêm 10 và 11 tháng 9. Mỗi đêm thi sẽ loại dần thí sinh. Đêm thi 13 tháng 9 chọn ra 4 thí sinh xuất sắc nhất để tham gia đêm chung kết xếp hạng vào ngày 15. Cả năm đêm được truyền hình trực tiếp vào lúc 20 giờ 30 trên kênh HTV9.

### 2009
Vòng chung kết cuộc thi diễn ra từ ngày 5 tháng 8 năm 2009 đến ngày 20 tháng 8 năm 2009, với sự tham gia của hơn 500 thí sinh.
12 thí sinh vào chung kết cuộc thi bao gồm: Huỳnh Trung Phong, Trần Thị Ngọc Nhờ, Đặng Thị Hoài Trinh, Nguyễn Thị Thu Thảo, Bùi Phương Linh, Nguyễn Thu Hà, Trần Duy Hải, Nguyễn Thị Bảo Ngọc, Nguyễn Tuấn Nam, Phan Hoàng Minh, Nguyễn Thanh Thủy, Hoàng Anh Duy.
Vòng chung kết cuộc thi bao gồm 5 đêm thi vào 5, 7, 8, 12 và 20 tháng 8 năm 2009. Cả năm đêm được truyền hình trực tiếp vào lúc 20 giờ 30 trên kênh HTV9.

### 2010
Cuộc thi diễn ra sôi nổi, với sự tham gia của hơn 600 thí sinh cả nước. Vòng chung kết diễn ra vào các đêm 14, 20, 21, 25 và 29 tháng 8.
| SBD | Thí sinh                | Tuổi | Quê quán   |
| --- | ----------------------- | ---- | ---------- |
| 02  | Dương Sơn Lâm           | 21   | Hà Nội     |
| 03  | Lê Thanh                | 25   | TP.HCM     |
| 04  | Đặng Thị Bích Nga       | 22   | Quảng Ngãi |
| 06  | Huỳnh Trung Phong       | 26   | TP. HCM    |
| 08  | Phan Ngọc Châu          | 24   | Nha Trang  |
| 09  | Phan Trịnh Hoàng Dạ Thy | 26   | Quảng Ngãi |
| 16  | Nguyễn Thị Phương Thanh | 20   | Hà Nội     |
| 17  | Nguyễn Thị Huỳnh Giao   | 22   | Bến Tre    |
| 18  | Nguyễn Lê Tố Loan       | 23   | Vũng Tàu   |
| 21  | Lê Đình Thư Các         | 24   | Cần Thơ    |
| 23  | Hồ Phạm Thanh Giang     | 24   | Gia Lai    |
| 24  | Nguyễn Thị Bích Ngọc    | 21   | Phú Thọ    |

Vòng chung kết cuộc thi khai mạc vào ngày 14 tháng 8 với phần giới thiệu về bản thân của 12 thí sinh. Sau đó chia làm 2 nhóm bằng nhau (mỗi nhóm 6 người) để thi tiếp trong 2 đêm 20 và 21 tháng 8. Sau 2 đêm thi này, ban tổ chức sẽ chọn ra 6 thí sinh bước tiếp vào đêm chung kết 4 ngày 25 tháng 8. Đêm chung kết xếp hạng diễn ra vào ngày 29 tháng 8 là đêm tranh tài của 4 thí sinh xuất sắc nhất cuộc thi.

### 2011
| Mã số | Thí sinh          | Tuổi | Quê quán  |
| ----- | ----------------- | ---- | --------- |
| 1     | Mạc Lê Bình       | 22   |           |
| 2     | Trần Thị Lệ Chi   | 24   | Quảng Nam |
| 3     | Nguyễn Mạnh Duy   | 22   | Hà Nội    |
| 4     | Nguyễn Lê Tố Loan | 24   | Vũng Tàu  |
| 5     | Nguyễn Hồng Mỵ    |      |           |
| 6     | Trần Hạnh Phúc    | 25   | Hà Nội    |
| 7     | Phùng Hồng Thanh  | 21   | TP. HCM   |
| 8     | Trương Thị Thanh  |      |           |
| 9     | Dương Thu Thủy    |      |           |

### 2012
| Mã số | Thí sinh             | Tuổi | Quê quán   |
| ----- | -------------------- | ---- | ---------- |
| 1     | Bùi Đại Dương        | 21   | Hải Phòng  |
| 2     | Nguyễn Thị Khánh Ly  | 25   | TP. HCM    |
| 3     | Lâm Thị Trà Mi       | 21   | TP. HCM    |
| 4     | Lê Minh Ngọc         | 20   | Bình Thuận |
| 5     | Trần Thị Hồng Nhung  | 22   | Quảng Ninh |
| 6     | Hoàng Linh Thủy      | 20   | Lạng Sơn   |
| 7     | Nguyễn Công Minh Trí | 24   | TP. HCM    |
| 8     | Nguyễn Thành Trung   | 24   | Hà Nội     |

### 2013
| Mã số | Thí sinh             | Tuổi | Quê quán   |
| ----- | -------------------- | ---- | ---------- |
| 1     | Bùi Đức Bảo          | 26   | Hà Nội     |
| 2     | Nguyễn Thị Chúc Linh | 24   | Hậu Giang  |
| 3     | Vũ Ngọc Hoàng Oanh   | 22   | TP. HCM    |
| 4     | Hồ Ngọc Thiên Thanh  | 22   | Bình Thuận |
| 5     | Phan Trần Tài Trí    | 23   | TP. HCM    |
| 6     | Phan Thị Tú Trinh    | 23   | TP. HCM    |
| 7     | Nguyễn Thụy Thùy Vân | 22   | Vũng Tàu   |
| 8     | Nguyễn Quang Vinh    | 26   | TP. HCM    |

### 2014
| Mã số | Thí sinh              | Tuổi | Quê quán   |
| ----- | --------------------- | ---- | ---------- |
| 1     | Phan Thị Kim Hằng     | 24   | TP. HCM    |
| 2     | Nguyễn Hồng Xuân Hiến | 25   | Quảng Bình |
| 3     | Trương Ngọc Huy       | 26   | An Giang   |
| 4     | Lê Thị Hoài Hương     | 25   | TP. HCM    |
| 5     | Trần Thị Liên Hương   | 30   | Khánh Hòa  |
| 6     | Phạm Mỹ Linh          | 23   | Hà Nội     |
| 7     | Luyện Thị Thùy Linh   | 24   | Hà Nội     |
| 8     | Nguyễn Thị Huỳnh Ngân | 27   | TP. HCM    |
| 9     | Nguyễn Quỳnh Mai      | 21   | Phú Yên    |
| 10    | Phạm Vĩnh Phú         | 23   | Bến Tre    |
| 11    | Nguyễn Hà Ánh Thi     | 22   | Quảng Nam  |
| 12    | Trần Vĩnh Trọng       | 25   | TP. HCM    |

### 2015
| Mã số | Thí sinh             | Tuổi | Quê quán   |
| ----- | -------------------- | ---- | ---------- |
| 1     | Lê Thị Thùy An       | 26   | Bình Phước |
| 2     | Lê Thiện Đào Duy     | 25   | Đồng Tháp  |
| 3     | Phan Thị Kim Hằng    | 25   | TP. HCM    |
| 4     | Trần Vũ Hoàng        | 25   | Tây Ninh   |
| 5     | Nguyễn Thị Chúc Linh | 26   | Hậu Giang  |
| 6     | Nguyễn Văn Ngàn      | 24   | TP. HCM    |
| 7     | Lê Đình Minh Ngọc    | 22   | TP. HCM    |
| 8     | Phùng Thế Phi        | 30   | Khánh Hòa  |
| 9     | Phan Phúc Thắng      | 29   | Hà Nội     |
| 10    | Đinh Thị Hoài Thu    | 22   | Hà Nội     |

### 2016
Đây là mùa đầu tiên chương trình tổ chức hai bảng thi: Tiềm năng và Toàn năng. Bảng Tiềm năng dành cho những thí sinh bán chuyên, vừa mới làm quen với những chương trình, sự kiện nhỏ, chưa có nhiều cơ hội cọ xát với các chương trình truyền hình lớn. Trong khi đó, bảng Toàn năng dành cho những người dẫn chương trình chuyên nghiệp và từng lọt vào bán kết các cuộc thi người dẫn chương trình trước đó.
| Mã số | Thí sinh                               | Tuổi | Quê quán   | Bảng      |
| ----- | -------------------------------------- | ---- | ---------- | --------- |
| 1     | Nguyễn Đặng Bảo Anh                    | 28   | TP. HCM    | Toàn năng |
| 2     | Nguyễn Ngọc Quang Bảo                  | 26   | TP. HCM    | Toàn năng |
| 3     | Nguyễn Đỗ Quỳnh Chi                    | 26   | TP. HCM    | Toàn năng |
| 4     | Trần Tuấn Đạt                          | 24   | Đồng Nai   | Tiềm năng |
| 5     | Tô Huỳnh Phương Hiếu                   | 27   | Đồng Tháp  | Toàn năng |
| 6     | Nguyễn Nữ Thùy Linh (Phong Linh)       | 23   | Bình Định  | Tiềm năng |
| 7     | Nguyễn Ngọc Luân                       | 26   | Ninh Bình  | Tiềm năng |
| 8     | Bùi Quốc Minh                          | 28   | TP. HCM    | Toàn năng |
| 9     | Nguyễn Hoàng Phúc (Dustin Phúc Nguyễn) | 28   | TP. HCM    | Tiềm năng |
| 10    | Liêu Hà Trinh                          | 28   | TP. HCM    | Toàn năng |
| 11    | Phạm Thị Ngọc Trúc                     | 24   | Đắk Lắk    | Tiềm năng |
| 12    | Ngô Đình Phụng Yến                     | 28   | Bình Dương | Tiềm năng |

### 2017
| Mã số | Thí sinh             | Tuổi | Quê quán  |
| ----- | -------------------- | ---- | --------- |
| 1     | Trần Thị Kim Anh     | 26   | TP. HCM   |
| 2     | Lê Nguyên Bảo        | 24   | Bến Tre   |
| 3     | Nguyễn Thùy Dung     | 30   | Hà Nội    |
| 4     | Bùi Quang Huy        | 22   | TP. HCM   |
| 5     | Đàm Phương Linh      | 24   | TP. HCM   |
| 6     | Trần Thị Kiều Ngân   | 28   | TP. HCM   |
| 7     | Tạ Trần Quang Quý    | 24   | Vĩnh Long |
| 8     | Nguyễn Công Minh Trí | 29   | TP. HCM   |
| 9     | Nguyễn Mạnh Tùng     | 30   | Hà Nội    |
| 10    | Lê Phương Uyên       | 23   | TP. HCM   |
| 11    | Bùi Phạm Thúy Vi     | 22   | TP. HCM   |
| 12    | Lê Thị Tường Vy      | 23   | Khánh Hòa |

### 2021
Mùa giải năm 2021 là mùa giải rất đặc biệt khi được tổ chức trong giai đoạn dịch Covid-19 diễn ra vô cùng căng thẳng, đặc biệt là tại TP.Hồ Chí Minh. Các vòng thi phải chuyển sang hình thức thi online.
Sau 4 vòng thi, Top 2 thí sinh bước thẳng vào đêm Chung kết Xếp hạng (được dời lịch sang cuối tháng 1/2022) là Vũ Trần Nam Linh và Trần Kim Liên. Sau khi TP. Hồ Chí Minh kết thúc đợt giãn cách, 2 thí sinh này được lựa chọn trở thành MC cho cuộc thi Én Xuân (phiên bản Én Vàng dành cho đối tượng trên 35 tuổi)
Trước thềm chung kết xếp hạng, Vòng Lội ngược dòng (vốn đã bị hủy trước đó) bất ngờ được tổ chức lại tại sân khấu trực tiếp với sự tham gia của 10/14 thí sinh đã bị loại. Kết quả, thí sinh Đoàn Thị Thu Hà (người đã từ chối lội ngược dòng lần 1) đã giành vé vào CKXH và sau đó đạt luôn giải Quán quân, gây ra rất nhiều tranh cãi sau cuộc thi.
| Mã số | Thí sinh              | Tuổi | Quê quán        |
| ----- | --------------------- | ---- | --------------- |
| 1     | Vũ Trần Nam Linh      | 28   | Nghệ An         |
| 2     | Trần Kim Liên         | 27   | Bà Rịa Vũng Tàu |
| 3     | Nguyễn Thị Hồng Trang | 25   | Đồng Nai        |
| 4     | Nguyễn Minh Thắng     | 31   | Đồng Nai        |
| 5     | Lê Hồng Nhi           | 25   | TP. HCM         |
| 6     | Đặng Trần Ngọc        | 25   | TP. HCM         |
| 7     | Nguyễn Quốc Trí       | 29   | TP. HCM         |
| 8     | Vương Thiên Phúc      | 28   | Đồng Tháp       |
| 9     | Đặng Thiên Phong      | 29   | TP. HCM         |
| 10    | Mai Đại Dương         | 24   | TP. HCM         |
| 11    | Nhã My                | 25   | TP. HCM         |
| 12    | Hồ Thị Huỳnh Thơ      | 31   | Bến Tre         |
| 13    | Vũ Quỳnh Trang        | 24   | Hà Nội          |
| 14    | Ngô Thúc Hào          | 25   | Đà Nẵng         |
| 15    | Đoàn Thu Hà           | 27   | TP. HCM         |
| 16    | Henry V.Bảo           | 33   | TP. HCM         |

### 2023
| Số thứ tự | Thí sinh    | Tuổi | Quê quán        |
| --------- | ----------- | ---- | --------------- |
| 1         | Kim Ngân    | 20   | Sóc Trăng       |
| 2         | Mỹ Phương   | 32   | Nha Trang       |
| 3         | Trọng Nghĩa | 23   | TP. HCM         |
| 4         | Minh Thái   | 28   | Bạc Liêu        |
| 5         | Thu Hà      | 27   | Lâm Đồng        |
| 6         | Anh Đức     | 37   | Vĩnh Long       |
| 7         | Hồng Phúc   | 23   | TP. HCM         |
| 8         | La Chí Hùng | 30   | Đồng Nai        |
| 9         | Lam Khuê    | 27   | Gia Lai         |
| 10        | Hoàng Vĩnh  | 31   | Bà Rịa-Vũng Tàu |
| 11        | Thảo Uyên   | 24   | Đà Nẵng         |
| 12        | Đức Tuyến   | 30   | Bình Định       |
| 13        | Minh Tuyền  | 24   | TP. HCM         |
| 14        | Nhật Quang  | 23   | TP. HCM         |
| 15        | Bảo Trân    | 30   | Bà Rịa-Vũng Tàu |
| 16        | Hồng Ân     | 31   | TP. HCM         |